# Ceraeochrysa claveri
Ceraeochrysa claveri är en insektsart som först beskrevs av Navás 1911.  Ceraeochrysa claveri ingår i släktet Ceraeochrysa och familjen guldögonsländor. Inga underarter finns listade i Catalogue of Life.